# Hubbleovo ultrahluboké pole

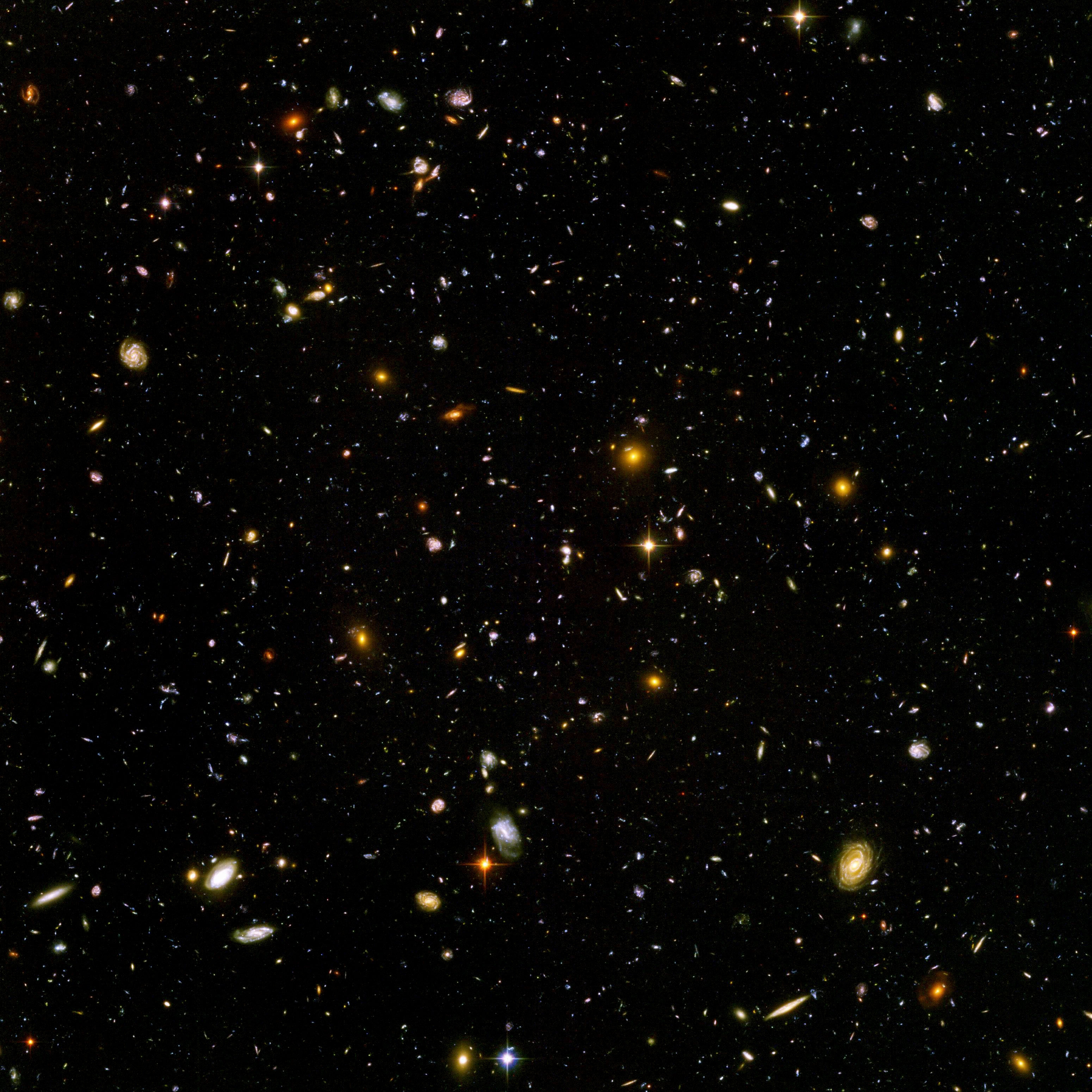
Tento obrázek ve vysokém rozlišení zahrnuje galaxie různého stáří, velikostí, tvarů i barev. Nejmenší nejčervenější galaxie, kterých je přibližně 100, existovaly v době krátce po velkém třesku a patří k nejvzdálenějším objektům, které ještě mohou být zachyceny optickým dalekohledem.

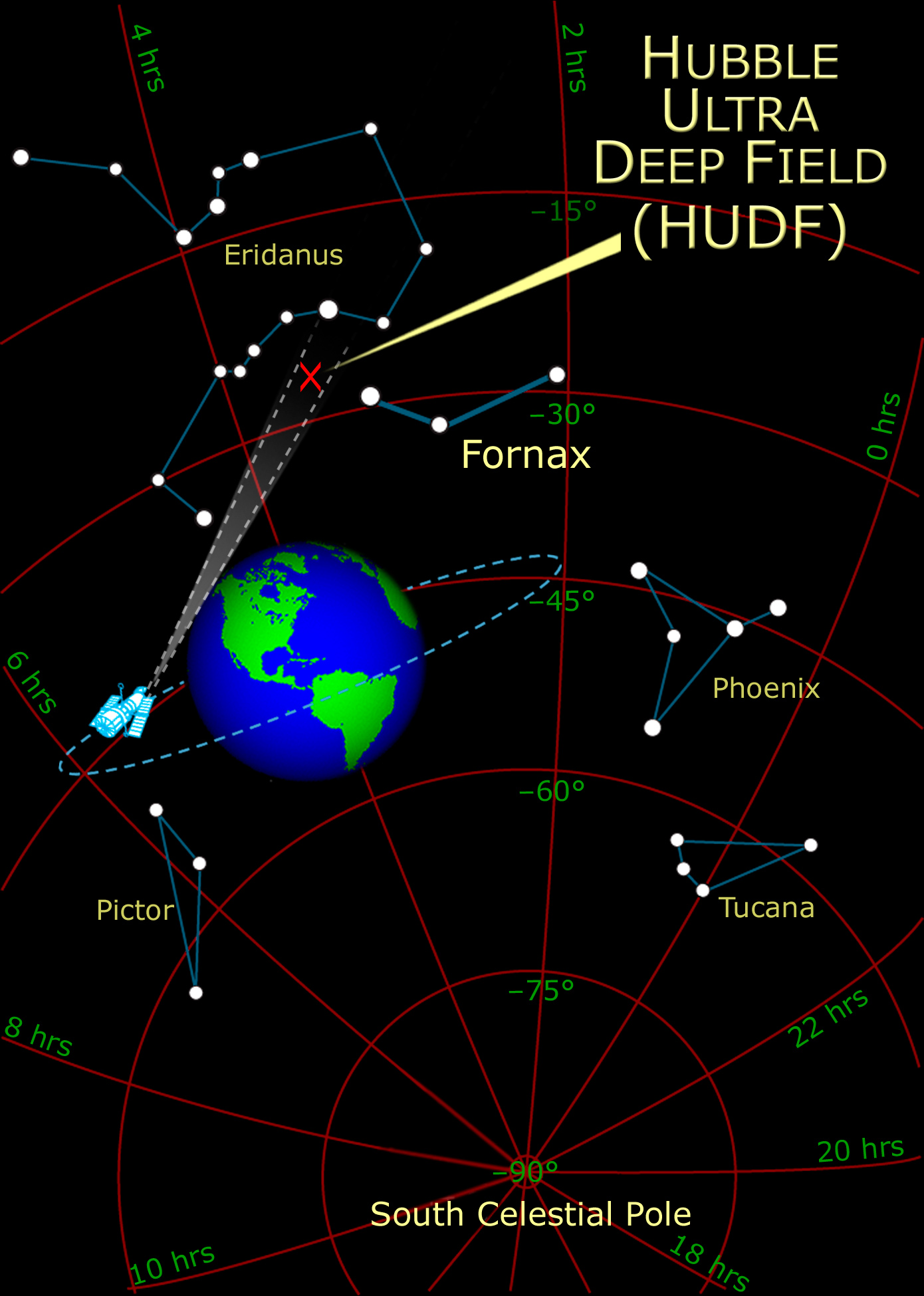
Umístění Hubbleova ultra hlubokého pole na obloze

Hubbleovo ultra hluboké pole (anglicky Hubble Ultra Deep Field, nebo HUDF) je snímek malé oblasti hlubokého vesmíru v souhvězdí Pece (Fornax) složený z údajů Hubbleova vesmírného dalekohledu, jejichž sběr proběhl v době od 24. září 2003 do 16. ledna 2004. Jedná se o obraz nejvzdálenějšího vesmíru, který byl kdy pořízen ve viditelném světle, který dovoluje nahlédnout přibližně 13 miliard let do minulosti a hledat galaxie, které existovaly mezi 400 a 800 miliony let po velkém třesku.
Fotografie Hubbleova ultra hlubokého pole, která obsahuje přibližně 10 000 galaxií, byla pořízena v části oblohy s malou hustotou jasných hvězd, což umožnilo mnohem lepší zachycení méně jasných vzdálenějších objektů. Ačkoliv většinu z nich je možné zachytit také v infračerveném oboru pozemními dalekohledy, Hubbleův dalekohled je jediný přístroj schopný pozorovat tyto vzdálené cíle ve viditelném světle.
Snímek zahrnuje 11,5 čtverečných úhlových minut jihovýchodně od Orionu v souhvězdí Pece na jižní obloze - rektascenze 3h 32m 40.0s, deklinace -27° 47' 29" (J2000). Jde o oblast velikosti pouze jedné desetiny průměru měsíčního úplňku pozorovaného ze Země, menší než jeden čtvereční milimetr papíru viděný ze vzdálenosti 1 metru, která odpovídá zhruba třináctimiliontině celé rozlohy vesmíru. Obrázek je orientován tak, že levý dolní roh směřuje na nebeské sféře k severu (-46.4°). Hvězda velikosti 18,95 magnitudy poblíž středu nese označení USNO-A2.0 0600-01400432.
Pro sestavení obrázku bylo zapotřebí 800 snímků pořízených během 400 oběhů dalekohledu kolem Země. Celkový expoziční čas byl 11,3 dne na přístroji ACS a 4,5 dne na NICMOS. Uvnitř Hubbleova ultrahlubokého pole pak bylo vyfoceno taky Hubbleovo extrémně hluboké pole.